# Mamija Dmitrijevič Orachelašvili
Mamija Dmitrijevič Orachelašvili (gruzínsky მამია ორახელაშვილი, rusky Иван (Мамия) Дмитриевич Орахелашвили – Ivan (Mamija) Dmitrijevič Orachelašvili; 10. června 1881, Kutaisi – 11. prosince 1937) byl gruzínský politik a vysoký představitel bolševické strany.

## Mládí
Orachelašvili se narodil do rodiny bohatého statkáře v západogruzínské vesnici Šorapanský újezd poblíž Kutaisi. Po ukončení středoškolského vzdělání nastoupil na studium medicíny na Národní univerzitě v Charkově na Ukrajině a pak do Petrohradu na vojenskou lékařskou školu. Již v roce 1903 byl členem bolševické frakce Ruské sociálně demokratické dělnické strany (RSDDS(b)) a pod jejím praporem se aktivně účastnil revoluce v roce 1905. O rok později byl zatčen a vypovězen do střední Asie, kde se až do roku 1914 věnoval lékařské praxi. Po vypuknutí první světové války nastoupil do armády jako vojenský doktor a chirurg.

## Návrat do politiky
Po vypuknutí Velké říjnové revoluce se vrátil do politiky a stal předsedou vladikavkazské sověty. Zároveň působil jako řadový člen ve výkonném výboru zakavkazské části RSDDS(b), jež byla přetvořena v Kavkazském byru komunistické strany (Kavbyru). Z těchto pozic podporoval bolševické podzemní hnutí v Gruzii, které tehdy vládli menševici. Při jedné akci v roce 1918, které se osobně zúčastnil, byl zatčen gruzínskou policií a uvězněn.
Propuštěn byl až v rámci moskevské mírové dohody v květnu 1920. V té době se stal předsedou nyní již legální gruzínské komunistické strany. Z této pozice se podílel na přípravách ovládnutí Gruzie Rudou armádou a účastnil se v únoru 1921 diverzantských akcí na jihu u arménské hranice, aby poskytl potřebnou záminku Rudé armádě pro útok.

## Kariéra v sovětské Gruzii
Po provedení Invaze Rudé armády do Gruzie se Orachelašvili stal nakrátko předsedou revolučního výboru (revkomu) a tajemníkem Ústředního výboru gruzínské komunistické strany. Později byl i místopředsedou gruzínské Rady lidových komisařů. V letech 1922 až 1927 byl předsedou Rady lidových komisařů Zakavkazské SFSR. Od června 1923 až do května 1925 zastával zároveň i funkci místopředsedy Rady lidových komisařů SSSR. Poté byl až do roku 1934 Prvním tajemníkem výboru zakavkazské komunistické strany, čímž se propracoval na pozici jednoho z nejvlivnějších politiků v celém SSSR.
Kromě politiky se věnoval i jiné činnosti. V roce 1930 vstoupil do redakce moskevských novin Pravda a od roku 1932 do 1937 působil jako zástupce ředitele Institutu Marxe-Engelse-Lenina. Zde sepsal několik životopisů vlivných zakavkazských bolševiků a sepsal několik prací na téma dějin bolševismu v Zakavkazsku. Měl však tu smůlu, že se jeho historická díla příliš nelíbila Stalinovi a odporovala jeho pohledu na dějiny bolševismu, čímž na sebe upoutal nechtěnou pozornost.
V dubnu 1937 byl Orachelašvili pracovně vyslán do Astracháně, kde byl o dva měsíce později zatčen, odvlečen do tbiliské věznice a popraven v rámci Stalinské čistky. Jeho manželka Miriam Orachelašvili byla tou dobou ministryní školství Gruzínské SSR a byla rovněž zatčena. Ve vězení ji však nepopravili, ale umučili k smrti. Jejich dcera Ketěvan byla také zatčena a odeslána do gulagu a její manžel Jevgenij Mikeladze byl umučen ve vězení k smrti. V roce 1955 byl Mamija Orachelašvili i všichni členové jeho rodiny rehabilitováni.